# Štefan Svitek
Štefan Svitek (Gelnica, 20 novembre 1966) è un ex cestista e allenatore di pallacanestro slovacco, fino al 1992 cecoslovacco.

## Carriera
Con la Cecoslovacchia ha disputato due edizioni dei Campionati europei (1987, 1991).

## Palmarès

### Giocatore
- Coppa di Germania: 1

Brandt Hagen: 1994
- Coppa d'Austria: 1

Traiskirchen Lions: 2001
- Campionato slovacco: 1

Slávia TU Košice: 2006-07